# Лысково (Галичский район)
Лысково — деревня в Степановском сельском поселении Галичского района Костромской области России.

## География
Деревня расположена на северо-восточном берегу Галичского озера.

## История
Согласно Спискам населенных мест Российской империи в 1872 году усадьба Лысково относилась к 1 стану Галичского уезда Костромской губернии. В ней числилось 2 двора, проживало 6 мужчин и 7 женщин.
Согласно переписи населения 1897 года в усадьбе Лысково проживало 11 человек (5 мужчин и 6 женщин).
Согласно Списку населенных мест Костромской губернии в 1907 году усадьба Лысково относилась к Быковской волости Галичского уезда Костромской губернии. По сведениям волостного правления за 1907 год в ней числился 1 крестьянский двор и 9 жителей.
До муниципальной реформы 2010 года деревня входила в состав Толтуновского сельского поселения.

## Население
Численность населения деревни менялась по годам:
| Население по годам  |      |      |      |      |      |
| Год                 | 1877 | 1897 | 1907 | 2008 | 2012 |
| Жителей             | 13   | 11   | 9    | 0    | 0    |
| Крестьянских дворов | 2    | —    | 1    | —    | —    |

| 2008 | 2010 | 2012 | 2014 |
| ---- | ---- | ---- | ---- |
| 0    | →0   | →0   | →0   |